# G2 Esports

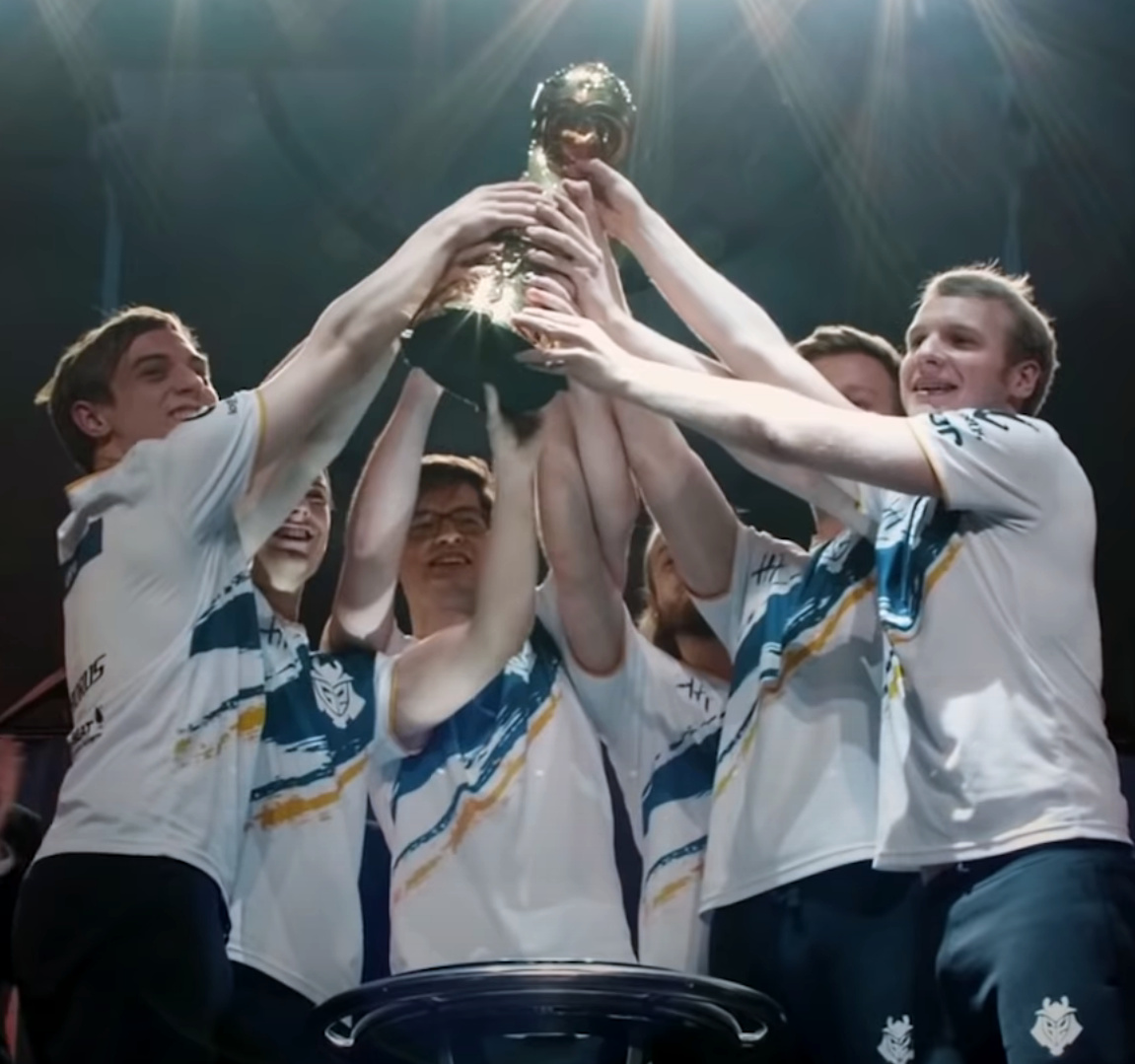
Drużyna League of Legends po zwycięstwie w turnieju Mid-Season Invitational w 2019 r.

G2 Esports, wcześniej Gamers2 – hiszpańska organizacja e-sportowa z siedzibą w Berlinie. Składa się z sekcji rywalizujących w: League of Legends, Counter-Strike: Global Offensive, Rocket League, Fortnite Battle Royale, Tom Clancy’s Rainbow Six Siege, iRacing. Organizacja została założona w lutym 2014 roku jako Gamers2, a rok później zmieniono jej nazwę na G2 Esports.

## League of Legends

### G2 Esports
W 2014 utworzono sekcję League of Legends, w skład której wchodzili: założyciel Carlos „ocelote” Rodríguez Santiago, Jesper „Jwaow” Strandgren, Sebastián „Morden” Esteban Fernández, Soler „Yuuki60” Florent oraz Hugo „Dioud” Padioleau. Drużyna brała udział w Spring Expansion Tournament. Rozpoczęła od pokonania Reason Gaming w pierwszej rundzie eliminacji, lecz poległa już w drugiej rundzie mierząc się z n!faculty. Początki były trudne, gdyż G2 nie udało się zakwalifikować do European League of Legends Championship (EU LCS) trzy razy z rzędu. W październiku oclelote opuścił pozycję środkowego, oddając ją w ręce uzdolnionego Luki „Perkz’a” Perkovicia. Zespół zakończył Challenger Series Season na pierwszym miejscu, następnie zajęli 2. miejsce w fazie pucharowej, tym samym dostali się do LCS 2016 Spring.
G2 rozpoczęło walki na europejskiej scenie w składzie Mateusz „Kikis” Szkudlarek, Kim „Trick” Gang-yun, Luka „Perkz” Perković, Kim „Emperor” Jin-hyun oraz Glenn „Hybrid” Doornenbal, a trenerem drużyny został Joey „YoungBuck” Steltenpool. W sezonie regularnym EU LCS 2016 Spring Split zajęli pierwsze miejsce z wynikiem 15-3. W fazie pucharowej pokonali Fnatic, a następnie wygrali wiosenne EU LCS w Rotterdamie, pokonując Origen 3-1. Dzięki temu zwycięstwu zakwalifikowali się do turnieju Mid-Season Invitational 2016 w Szanghaju. G2 Reprezentowało Europę, mierząc się z 5 innymi drużynami. Zespół nie był przygotowany do turnieju i przegrał 8 z 10 gier. Letni split przyniósł pierwsze zmiany: Ki „Expect” Dae-han zmienił Kikisa na górnej alei, a duet z Origen Jesper „Zven” Svenningsen, Alfonso „mithy” Aguirre Rodríguez przejął po Emperorze i Hybridzie dolną aleję. Dzięki dominującemu stylowi gry wygrali letni sezon 10-8, a w fazie pucharowej pokonali w finale Splyce 3-1, tym samym kwalifikując się do Mistrzostw Świata 2016. Jednakże ze względu na kiepskie wyniki na MSI, G2 było losowane z gorszego koszyka. G2 opuściło turniej na ostatnim miejscu w swojej grupie z wynikiem 1-5, zajmując ex æquo miejsce 13-16.
W lutym 2017 roku drużyna zajęła miejsce amerykańskiej drużyny Cloud9, która zrezygnowała w udziale IEM Season 11 w Katowicach, gdzie zajęła drugie miejsce, ustępując tajwańskiej drużynie Flash Wolves. Przez cały wiosenny split G2 utrzymało dominującą postawę i trzeci raz z rzędu wygrało sezon z wynikiem 12-1, przegrywając tylko 8 map w ciągu całego sezonu. Wygrali także fazę pucharową, pokonując Unicorns Of Love 3-1 i kwalifikując się do głównego wydarzenia MSI. W grupie G2 zajęło trzecie miejsce, w półfinale pokonali chiński Team WE 3-1, jednak w finale ulegli trzykrotnemu mistrzowi świata, koreańskiemu SKT T1, z wynikiem 1-3. W trakcie letniego splitu, gracze wzięli udział w rozczarowującym Rift Rivals, gdzie Europa przegrała z Ameryką. W letniej fazie pucharowej pokonali w finale Misfits Gaming 3-0 i dostali się do Mistrzostw Świata, gdzie odpadli w fazie grupowej z wynikiem 3-3 (ich grupowy przeciwnik, koreańska drużyna Samsung Galaxy wygrało cały turniej). Po mistrzostwach Zven oraz mithy poinformowali o przejściu do amerykańskiej drużyny TSM, wobec czego zdecydowano się zbudować nową silną drużynę w oparciu o środkowego Perkza. Expect, został zmieniony na zawodnika górnej linii Splyce – Martina „Wundera” Hansena, Tricka wymieniono na leśnika drużyny H2k-Esports – Marcina „Jankosa” Jankowskiego, a na dolnej alei pojawił się duet z Team ROCCAT Petter „Hjarnan” Freyschuss oraz Kim „Wadid” Bae-in. Dodatkowo YoungBuck został zwolniony z roli trenera i zastąpiony Fabianem „GrabbZ-em” Lohmannem.
W sezonie wiosennym 2018 G2 było bardzo niestabilne, ale mimo to zajęli pierwsze miejsce w sezonie regularnym, jednakże zajęli drugie miejsce w fazie pucharowej, przegrywając w finale z Fnatic 0-3. Mimo to zyskali kwalifikację do Rift Rivals, gdzie tym razem pokonali Amerykanów. Mimo odnalezienia się w mecie G2 przeżywało drobne potknięcia, w fazie pucharowej odpadli w ćwierćfinale, co oznaczało, że pierwszy raz od początku istnienia organizacji nie dostali się do finału splitu. Musieli walczyć o miejsce na Mistrzostwach Świata w barażowym turnieju EU Regional Finals, gdzie w finale pokonali FC Schalke 04 wynikiem 3-1. Na Mistrzostwach Świata zajęli drugie miejsce w grupie z wynikiem 3-3 i doszli do półfinału, ulegając tryumfatorowi turnieju Invictus Gaming 3-0. W listopadzie doszło do kolejnych zmian w zespole. Do drużyny dołączyli Rasmus Borregaard „Caps” Winther z Fnatic oraz Mihael „Mikyx” Mehle z Misfits Gaming. Perkz przeszedł na pozycję strzelca, gdzie razem z Mikyxem zmienili zawodny duet Hjarnana i Wadida.
G2 w nowym składzie zdominowało cały wiosenny split i 14 kwietnia 2019, G2 Esports wygrało inauguracyjny sezon nowej europejskiej ligi, League of Legends European Championship (LEC), pokonując w finale Origen 3-0, kwalifikując się do MSI. Po burzliwej fazie pucharowej, gdzie w półfinale G2 wygrało z SKT T1 3-2, drużyna dostała się do finału. Tam pokonując Team Liquid z Północnej Ameryki 3-0 w wielkim finale Mid-Season Invitational 2019, zostało pierwszą europejską drużyną, która wygrała międzynarodowy turniej sponsorowany przez Riot Games. 8 września G2 obroniło tytuł mistrzów LEC, pokonując w finale Fnatic 3-2. Dzięki zwycięstwu drużyna zakwalifikowała się do Mistrzostw Świata 2019, gdzie ostatecznie zajęła drugie miejsce, przegrywając w finale 0-3 z chińskim FunPlus Phoenix.
G2 Esports zajęło pierwsze miejsce w sezonie wiosennym z wynikiem 15-3, a 19 kwietnia 2020 w finale fazy pucharowej G2 wygrało z Fnatic 3-0, co dało im kwalifikację na wstępnie przełożony, a ostatecznie odwołany turniej MSI. W sezonie letnim zajęli trzecie miejsce z wynikiem 11-7, jednakże po długiej drodze w fazie pucharowej, 6 września wygrało LEC 2020 Summer Split, sięgając po zwycięstwo ósmy raz, a czwarty raz z rzędu. Dostali się do Mistrzostw Świata 2020, gdzie przegrali w półfinale 1-3, grając na koreańską formację DAMWON Gaming, triumfatorem całego turnieju. 17 listopada Perkz poinformował o przejściu do Cloud9, za powód podając chęć powrotu na środkową aleję. 20 listopada, jego miejsce na pozycji strzelca zajął najbardziej utytułowany zawodnik Fnatic – Martin „Rekkles” Larsson.
W sezonie wiosennym 2021 zajęli pierwsze miejsce w sezonie regularnym z wynikiem 14-4. W fazie pucharowej wygrali pierwszy mecz w wyższej drabince, jednak w drugiej zostali pokonani przez MAD Lions, spadając do niższej – gdzie zostali pokonani przez Rogue. Zawodnicy G2 po raz pierwszy od letniego sezonu 2018 nie dostali się do finału fazy pucharowej, tym samym tracąc możliwość wyjazdu na MSI i obrony tytułu. W sezonie letnim po bardzo słabym początku drużyna podniosła się i zajęła drugie miejsce w sezonie regularnym z wynikiem 12-6. W fazie pucharowej przegrali pierwszy mecz górnej drabinki wynikiem 1-3 z MAD Lions, następnie zmierzyli się z Fnatic w dolnej drabince. Ostatecznie przegrali 2-3 i zajęli czwarte miejsce w fazie pucharowej, nie kwalifikując się na Mistrzostwa Świata 2021. Po nieudanym roku właściciel organizacji zapowiedział duże zmiany. Rekkles został sprzedany do francuskiej drużyny Karmine Corp, Wunder dołączył do Fnatic, a GrabbZ do Team BDS.
Wiosenny sezon 2022, drużyna G2 Esports rozpoczęła w składzie: Sergen „Broken Blade” Celik, Marcin „Jankos” Jankowski, Rasmus „Caps” Winther, Victor „Flakked” Lirola oraz Raphaël „Targamas” Crabbé. Nowym szkoleniowcem drużyny został Dylan Falco. W sezonie regularnym zajęli czwarte miejsce z wynikiem 11-7. Fazę pucharową rozpoczęli przegraną 1-3 przeciwko Fnatic, a następnie w niższej drabince pokonali kolejno wynikami 3:0 Team Vitality, Misfits Gaming, Fnatic, a także w finale Rogue, zyskując dla organizacji dziewiąty tytuł Mistrza Europy i kwalifikację na MSI 2022 w Korei Południowej. W drugiej fazie turnieju hongkońska drużyna PSG Talon przerwała serię wygranych G2 wynoszącą już 24 mecze z rzędu. Finalnie drużyna przegrała w półfinale z koreańską drużyną T1. W sezonie letnim drużyna zajęła pierwsze miejsce w sezonie zasadniczym, a w finale tym razem, to Rouge zwyciężyło 3-0. We wrześniu 2022 roku założyciel i dyrektor generalny organizacji, Carlos „ocelote” Rodríguez na platformie Twitter zamieścił filmik parodiujący przegraną z Rouge, na którym bawił się z kontrowersyjną postacią medialną, Andrew Tate’em, znanego z mizoginicznych wypowiedzi. Po interwencji Riot Games, organizacja zawiesiła swojego założyciela na osiem tygodni, a kilka dni później sam Carlos poinformował o dobrowolnym ustąpieniu z pełnionych funkcji i opuszczeniu organizacji. Uzyskali kwalifikację do fazy grupowej Mistrzostw Świata 2022 w Stanach Zjednoczonych, jednak nie opuścili jej po słabym wyniku 1-5, zajmując ex æquo trzecie miejsce z amerykańską drużyną Evil Geniuses. Po słabym występie drużyny, leśnik Jankos oraz strzelec Flakked otrzymali propozycję opuszczenia drużyny. Marcin Jankowski rozstał się z drużyną po pięciu latach gry.
W zimowym sezonie 2023 Jankosa, Flakkeda i Targamasa zmienili leśnik Martin „Yike” Sundelin, strzelec Steven „Hans Sama” Liv oraz powracający do drużyny Mihael „Mikyx” Mehle. W finale zimowego sezonu G2 pokonało MAD Lions wynikiem 3-0, kwalifikując się do fazy wstępnej MSI 2023 w Londynie. Drużyna wywalczyła awans do fazy głównej zwyciężając brazylijskie LOUD oraz tajwańskie PSG Talon. Po pierwszym przegranym meczu w górnej drabince przeciwko koreańskiemu Gen.G, G2 wygrało pierwszy mecz w dolnej drabince przeciwko MAD Lions. Następny mecz z chińskim Bilibili Gaming zakończył się wynikiem 3-1 na korzyść azjatyckiej drużyny. W sezonie wiosennym zajęli czwarte miejsce w fazie grupowej. W finale letniego sezonu zawodnicy ponownie tryumowali 3-0, tym razem nad organizacją Excel Esports. Uzyskane punkty mistrzowskie pozwoliły G2 na kwalifikację do finałów sezonu 2023 oraz wybór przeciwnika w pierwszej rundzie górnej drabinki. Wygrana z Team BDS zapewniła drużynie awans na Mistrzostwa Świata w Korei Południowej. Drużyna zakończyła zmagania w fazie z systemem szwajcarskim po przegranych na amerykańską drużynę NRG oraz chińską Bilibili Gaming.
W niezmienionym na 2024 rok składzie, G2 wygrało wszystkie trzy sezony zasadnicze: zimowy, wiosenny i letni oraz zwyciężyli w finałach sezonu. Zwycięstwo w sezonie letnim dało G2 kwalifikację do fazy głównej Mid-Season Invitational, gdzie zajęli czwarte miejsce po przegranej z T1 w półfinale dolnej drabinki, oraz zaproszenie na Esports World Cup 2024 w Arabii Saudyjskiej, gdzie w półfinale ulegli chińskiemu Top Esports. Po zwycięstwie w finałach sezonu, zakwalifikowali się do Mistrzostw Świata z pierwszego miejsca rozstawiajacego.

### G2 Arctic
3 stycznia 2020 G2 Esports ogłosiło współpracę z Arctic Gaming, w celu utworzenia akademii w lidze hiszpańskiej (LVP SL). W sezonie wiosennym 2020 akademia w lidze hiszpańskiej zajęła miejsce 3-4, przegrywając w półfinale z Vodafone Giants.Spain, zaś w sezonie letnim zajęła drugie miejsce, przegrywając w finale z Moviestar Riders, zyskując kwalifikację na European Masters. W fazie wstępnej EU Masters zajęli drugie miejsce w grupie, jednak przegrali mecz kwalifikacyjny z niemiecką organizacją GamerLegion.
W sezonie wiosennym 2021 G2 Arctic wygrało wiosenny sezon zasadniczy, ale w fazie pucharowej ulegli w półfinale Cream Real Betis. Po przejściu przez fazę wstępną EU Masters, zajęli ostatnie, czwarte miejsce w grupie. Sezon letni zakończyli na drugim miejscu, w fazie pucharowej ulegli UCAM Esports Club.
Po zmianach zawodników na górnej alejce oraz na pozycji leśnika, drużyna zakończyła sezon wiosenny na piątym miejscu, przegrywając w fazie pucharowej przeciwko BISONS ECLUB. Po powtórzeniu wyniku w sezonie letnim organizacja zdecydowała się opuścić hiszpańską ligę i rozwiązać zespół. We wrześniu 2022 roku LVP poinformowało o wybraniu na ich miejsce drużyny należącej do Davida De Gei – Rebels Gaming.

### Wyniki
- G2 Esports
  - 1. miejsce – EU LCS Spring Playoffs 2016[66], EU LCS Summer Playoffs 2016[67], EU LCS Spring Playoffs 2017[68], EU LCS Summer Playoffs 2017[69], LEC Spring Playoffs 2019[70], LEC Summer Playoffs 2019[71], LEC Spring Playoffs 2020[72], LEC Summer Playoffs 2020[73], LEC Spring Playoffs 2022[32], LEC Winter Playoffs 2023[41], LEC Summer Playoffs 2023[48], LEC Season Finals 2023[74], LEC 2024 Winter Season, LEC 2024 Spring Season, LEC 2024 Summer Season, LEC 2024 Season Finals[53]
  - 1. miejsce – Mid-Season Invitational 2019[75]
  - 2. miejsce – EU LCS Spring Playoffs 2018[76], LEC Summer Playoffs 2022[37]
  - 2. miejsce – Mid-Season Invitational 2017[77]
  - 2. miejsce – Mistrzostwa Świata 2019 w League of Legends[78]
  - 3. miejsce – LEC Spring Playoffs 2021[23]
  - 4. miejsce – LEC Summer Playoffs 2021[24]
  - 4. miejsce –  Mid-Season Invitational 2024[54]
  - 3-4. miejsce – Mistrzostwa Świata 2018 w League of Legends[79]
  - 3-4. miejsce – Mistrzostwa Świata 2020 w League of Legends[21]
  - 3-4. miejsce – Mid-Season Invitational 2022[34]
  - 5-6. miejsce – Mid-Season Invitational 2023[46]
  - 3-4. miejsce – Esports World Cup 2024[55]
  - Rift Rivals NA-EU: 2018[80], 2019[81]
  - 9-11. miejsce – Mistrzostwa Świata 2017 w League of Legends[82]
  - 9-11. miejsce – Mistrzostwa Świata 2023 w League of Legends[83]
  - 11-14. miejsce – Mistrzostwa Świata 2022 w League of Legends[84]
  - 13-16. miejsce – Mistrzostwa Świata 2016 w League of Legends[85]
- G2 Arctic
  - 2. miejsce – LVP SLO 2020 Summer Playoffs[86]
  - 3-4. miejsce – LVP SLO 2020 Spring Playoffs[87], LVP SL 2021 Spring Playoffs[88], LVP SL 2021 Summer Playoffs[89]
  - 5. miejsce – LVP SL 2022 Spring Playoffs[90], LVP SL 2022 Summer Playoffs[91]
  - 12-13. miejsce – European Masters 2021 Spring[62]

## Counter-Strike: Global Offensive

### Historia
11 września 2015 G2 Esports przejęło skład Team Kinguin. Zajęli oni 3–4. miejsce na DreamHack Open: Cluj-Napoca 2015. W styczniu 2016 drużyna ponownie została przejęta, tym razem przez FaZe Clan. 1 lutego 2016 G2 utworzyło francuskojęzyczną drużynę, składająca się z byłych graczy Titan. 9 kwietnia, po zajęciu 9–10 miejsca na MLG Major Championship: Columbus, że w drużynie zamiast Kévina „Ex6TenZ” Droolans pojawi się Alexandre „bodyy” Pianaro. G2 skończyło trzeci sezon ESL Pro League na drugim miejscu, przegrywając w finale 2–3 z Luminosity Gaming. Niedługo później zrewanżowali się, pokonując Luminosity w finałach pierwszego sezonu Esports Championship Series. 3 lutego 2017 trzech graczy z Team EnVyUs, Kenny „kennyS” Schrub, Dan „apEX” Madesclaire oraz Nathan „NBK” Schmitt, dołączyło do G2 Esports. Utworzyli oni francuską drużynę French Super Team. Gracze, których zastąpiono to Adil „ScreaM” Benrlitom i Cédric „RpK” Guipouy, którzy dołączyli do Team EnVyUs oraz Edouard „SmithZz” Dubourdeaux, który został trenerem G2.

### Wyniki
- 7-8. miejsce na BLAST Premier: Fall Final 2024
- 1. miejsce na Intel Extreme Masters Katowice 2023
- 2. miejsce na Intel Extreme Masters Katowice 2022
- 2. miejsce na Intel Extreme Masters XIV – World Championship 2020[98]
- 1. miejsce na Champions Cup Finals 2019[99]
- 2. miejsce na cs_summit 5[100]
- 3–4. miejsce na ESL One: New York 2019[101]
- 1. miejsce na Good Game League 2019[102]
- 2. miejsce na ESL Pro League Season 9 – Finals[103]
- 3. miejsce na World Electronic Sports Games 2018[104]
- 1. miejsce na DreamHack Open Tours 2017[105]
- 1. miejsce na ESL Pro League Season 5[106]
- 1. miejsce na DreamHack Masters Malmö 2017[107]
- 3. miejsce na EPICENTER 2017[108]
- 5. miejsce na BLAST Pro Series Copenhagen 2017
- 1. miejsce na BLAST Premier: World Final 2022
- 1. miejsce na Intel Extreme Masters Katowice 2023[109]
- 1. miejsce na Intel Extreme Masters Colonge 2023
- 1. miejsce na Intel Extreme Masters Dallas 2024

## Rocket League

### Historia
7 września 2016 G2 Esports przejęło iBUYPOWER Cosmic, drużynę, która zwyciężyła w RLCS Season One World Champions.
22 lutego 2017 Lachinio oraz 0verZer0 odeszli z drużyny, a na ich miejsce sprowadzono Rizzo i Jknapsa.
Drużyna nie pojawiła się w 3 sezonie RLCS, a następnie wygrała ELEAGUE Cup 2017 oraz zdobyła 2. miejsce na Dreamhack Leipzig 2018.
G2 zajęło 7-8. miejsce w 5 sezonie RLCS oraz 9-10. miejsce w sezonie 6.
7 stycznia 2019, drużyna zmieniła kapitana, na miejscu Kronovi pojawił się Chicago z Evil Geniuses.

## Rainbow Six Siege

### Historia
Kilka dni przed wystartowaniem fazy grupowej Six Major Paris G2 Esports oznajmiło, że przejmuje cały skład PENTA Sports, 5 graczy oraz 2 trenerów. Drużyna szybko udowodniła, że to była dobra decyzja, ponieważ od razu wygrała Six Major Paris, zarabiając przy tym 150 000$.
17 lutego 2019 Zespół wygrał również Six Invitational, pokonując Team Empire 3-0.

## Call of Duty
25 października 2018 G2 Esports ogłosiło utworzenie drużyny Call of Duty: Black Ops 4.
18 kwietnia 2019 G2 Esports zrezygnowało z Call of Duty: Black Ops 4.

## Apex Legends
2 września 2019 G2 Esports ogłosiło utworzenie drużyny Apex Legends.
14 kwietnia 2020 G2 Esports ogłosiło, że rezygnuje z sekcji Apex Legends.

## Valorant

### Historia
16 czerwca 2020 G2 Esports ogłosiło pierwszego członka nowej dywizji, którym był Oscar „mixwell” Cañellas Colocho. Gracz został kapitanem drużyny G2 w grze Valorant. Kilka dni później, ogłoszono kolejnych członków drużyny – Polaka Patryka „paTiTek” Fabrowskiego oraz Jacoba „pyth” Mourujärvi. Pełny skład drużyny ogłoszono w lipcu 2020 roku, do zespołu G2 w grze Valorant dołączył Ardis „ardiis” Svarenieks (gracz został przetransferowany z drużyny Fish123) oraz David „davidp” Prins, którego wybrano po testach. 18 stycznia do drużyn w miejsce David „davidp” Prins dołączył Aleksander „zeek” Zygmunt.
W wyniku afery związanej z założycielem organizacji Carlosem Rodrigezem oraz Andrew Tate’em, drużyna została usunięta z rozgrywek amerykańskiej ligi VALORANT Champions Tour, a następnie rozwiązana.

## Gracze
| Gra                            | Kraj                 | Imię i nazwisko      | Nick         | Rola/pozycja                     |
| ------------------------------ | -------------------- | -------------------- | ------------ | -------------------------------- |
| Counter-Strike 2               | Izrael               | Nikita Martynenko    | HeavyGod     | rifler                           |
| Counter-Strike 2               | Bośnia i Hercegowina | Nemanja Kovač        | huNter-      | rifle/lurker                     |
| Counter-Strike 2               | Gwatemala            | Mario Samayoa        | malbsMD      | entry fragger                    |
| Counter-Strike 2               | Polska               | Janusz Pogorzelski   | Snax         | in-game leader/supportive rifler |
| Counter-Strike 2               | Polska               | Olek Miskiewicz      | Hades        | AWPer                            |
| Counter-Strike 2               | Polska               | Wiktor Wojtas        | TaZ          | trener                           |
| Fortnite Battle Royale         | Meksyk               | Jesus Espinoza       | Jelty        | –                                |
| Fortnite Battle Royale         | Niemcy               | Kevin Fedjuschkin    | LeTsHe       | –                                |
| League of Legends              | Turcja · Niemcy      | Sergen Çelik         | Broken Blade | góra                             |
| League of Legends              | Szwecja · Peru       | Martin Sundelin      | Yike         | dżungla                          |
| League of Legends              | Dania                | Rasmus Winther       | Caps         | środek                           |
| League of Legends              | Francja              | Steven Liv           | Hans sama    | strzelec                         |
| League of Legends              | Słowenia             | Mihael Mehle         | Mikyx        | wsparcie                         |
| League of Legends              | Kanada               | Dylan Falco          | –            | trener                           |
| Rocket League                  | Kanada               | Jacob Knapman        | JKnaps       | –                                |
| Rocket League                  | Stany Zjednoczone    | Reed Wilen           | Chicago      | –                                |
| Rocket League                  | Stany Zjednoczone    | Massimo Franceschi   | Atomic       | –                                |
| Rocket League                  | Stany Zjednoczone    | Matthew Ackermann    | Satthew      | trener                           |
| Tom Clancy’s Rainbow Six Siege | Australia            | Jake Grannan         | Virtue       | fragger                          |
| Tom Clancy’s Rainbow Six Siege | Brazylia             | Karl Azevedo Zarth   | Alem4o       | fragger                          |
| Tom Clancy’s Rainbow Six Siege | Wielka Brytania      | Jack Robertson       | Doki         | fragger                          |
| Tom Clancy’s Rainbow Six Siege | Wielka Brytania      | Byron Murray         | Blurr        | fragger                          |
| Tom Clancy’s Rainbow Six Siege | Dania                | Benjamin Dereli      | Benjamaster  | fragger                          |
| Tom Clancy’s Rainbow Six Siege | Szwecja              | Fabian Hällsten      | Fabian       | trener                           |
| iRacing                        | Wielka Brytania      | Isaac Price          | Price        | –                                |
| iRacing                        | Wielka Brytania      | Charlie Crossland    | Chazmo       | –                                |
| iRacing                        | Wielka Brytania      | Robbie Stapleford    | Stapleford   | –                                |
| iRacing                        | Wielka Brytania      | Nick Deeley          | Deeley       | trener                           |
| Valorant                       | Stany Zjednoczone    | Shahzeb Khan         | ShahZaM      | kapitan                          |
| Valorant                       | Stany Zjednoczone    | Michael Gulino       | dapr         | –                                |
| Valorant                       | Rosja                | Maxim Shepelev       | wippie       | –                                |
| Valorant                       | Kanada               | Erik Penny           | penny        | –                                |
| Valorant                       | Stany Zjednoczone    | Francis Hoang        | OXY          | –                                |
| Valorant                       | Wielka Brytania      | Ian Harding          | Immi         | trener                           |
| Valorant                       | G2 Gozen             |                      |              |                                  |
| Valorant                       | Szwecja              | Julia Kiran          | juliano      | kapitan                          |
| Valorant                       | Holandia             | Petra Stoker         | Petra        | –                                |
| Valorant                       | Dania                | Michaela Lintrup     | mimi         | –                                |
| Valorant                       | Rosja                | Anastasiya Anisimova | Glance       | –                                |
| Valorant                       | Bahrajn              | Maryam Maher         | Mary         | –                                |
| Valorant                       | Litwa                | Robertas Mikuckis    | Carcass      | trener                           |